# Earl Barrett
Earl Barrett (Rochdale, 28 aprile 1967) è un ex calciatore inglese, di ruolo difensore.

## Carriera

### Nazionale
Tra il 1991 ed il 1993 ha giocato 3 partite nella Nazionale inglese.

## Palmarès

### Club

#### Competizioni nazionali
- Second Division: 1

Oldham: 1990-1991
- Coppa di Lega inglese: 1

Aston Villa: 1993-1994
- Community Shield: 1

Everton: 1995